# Fred Kinglee & die King-Kols
Fred Kinglee & die King-Kols war ein deutsches Swing-Trio, das mit Stücken wie z. B. Kippen-Boogie, Slim Gaillards Cement-Mixer und Swing it, Magister bekannt wurden.

## Geschichte
Die Musiker Fred P. Kinglee (Piano, Gesang) und Ary See-Kolsen (Gitarre) spielten im Krieg für den Belgrader Lili-Marleen-Sender Tanzmusik. Im Jahr 1946 bildeten sie mit Mackie Ruff (Kontrabass) ein Trio. Ruff stammte aus Königsberg, See-Kolsen aus Wuppertal und Kinglee (eigentlich Fred Preusser, 1923–1975) aus München.

„Die drei zerspielen einen Jazz zu kleinen, komischen Ereignissen, die sie sich selber widerfahren lassen, während sie musizieren. Auf diese Weise machen sie aus jedem noch so geheiligten Jazzstück durch Parodie eine szenische Darbietung. Sie ziehen die Einfälle daraus hervor wie die Stangen aus dem Korsett. Sie jonglieren dreifach virtuos auf der Kippe, wo Jazz in glänzend gekonnten Ulk umschlägt.“

Erstmals trat das Trio bei einem Orchesterwettstreit im Jahr 1947 auf. Die Mitstreiter weigerten sich, weiterhin aufzutreten, falls das Trio nicht auf eine Stimmwertung verzichten würde. Ebendieser Verzicht machte es berühmt. In dem Trümmerfilm Film ohne Titel spielten sie den Hauptschlager. In den Folgejahren spielten sie für Radio Hilversum und tourten durch Holland. Es folgten Schallplattenaufnahmen in Hannover für Polydor. Aufnahmen für die Decca-Grammophongesellschaft in Zürich waren geplant. Bei Ei-Weih (einer eingedeutschten Coverversion des Louis-Prima-Songs Oh Babe!) und Piff-Paff-Boogie (Austrophon 55120) wirkten Fred Bunge (Trompete) und Teddy Paris (Schlagzeug) mit.